# Estai de popa

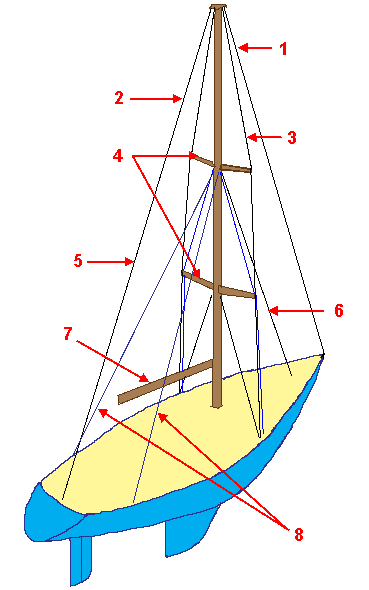
Estai de popa: n.5.

En els velers amb un arbre únic, l’estai de popa és un cable que uneix el cap del pal i la popa del vaixell a nivell de coberta. La seva funció primària és la de subjectar el pal i resistir les forces que tendeixen a fer que es desplaci cap a proa. En velers moderns de regates, amb pals flexibles, controla la curvatura del pal i la forma de la vela mestra. La tensió de l'estai de popa determina la tensió de l'estai de proa i la forma del floc o gènova.